# イヴァナ・ドゥルホポルチェコヴァー
イヴァナ・ドゥルホポルチェコヴァー（スロバキア語: Ivana Dlhopolčeková, 1986年6月1日 - ）は、チェコスロバキア出身の女性、スロバキアのアイスダンス選手。パートナーはヒネク・ビーレク。

## 経歴
1986年チェコスロバキア バンスカー・ビストリツァ生まれ。1992年にスケートを始める。
女子シングルの選手として活動し、地元バンスカー・ビストリツァで開催された国際大会グランプリSNPに出場したが、全国選手権のシニアクラスに出場するまでには至らなかった。
2003-04年シーズンにチェコのヒネク・ビーレクとアイスダンスカップルを結成し（カップルはスロバキアに所属）、スロバキアフィギュアスケート選手権で唯一の競技者となる。翌2004-05年シーズンにパベルロマンメモリアルほか国際競技会で3度表彰台に立つがシーズン半ば以降には競技会出場がなくなった。

## 主な戦績

### アイスダンス
| 大会/年          | 2003-04 | 2004-05 |
| ---------------- | ------- | ------- |
| スロバキア選手権 | 1       |         |
| ゴールデンスピン |         | 3       |
| ロマン記念       |         | 2       |
| ネペラ記念       |         | 3       |
| ネーベルホルン杯 |         | 6       |

#### 詳細
| 2004-2005 シーズン  |                                                    |         |         |         |          |
| 開催日              | 大会名                                             | CD      | OD      | FD      | 結果     |
| 2004年11月12日-13日 | ゴールデンスピン（ザグレブ）                       | 4       | 4       | 3       | 3        |
| 2004年10月19日-21日 | パベルロマンメモリアル シニアクラス （オロモウツ） | 2       | 2       | 2       | 2        |
| 2004年9月24日-25日  | オンドレイネペラメモリアル（ブラチスラヴァ）       | 3       | 3       | 3       | 3        |
| 2004年9月2日-5日    | ネーベルホルン杯（オーベルストドルフ）             | 7 23.56 | 7 27.47 | 6 53.96 | 6 104.99 |

### 女子シングル
| 大会/年       | 2001-02 |
| ------------- | ------- |
| グランプリSNP | 9 J     |

- J - ジュニアクラス